# Daniel Ange
Daniel Ange (ur. 5 października 1932 w Brukseli) – francuski duchowny katolicki i pisarz.

## Życiorys
Do szkoły podstawowej uczęszczał w Szwajcarii, czas II wojny światowej spędził na Korsyce. Szkołę średnią ukończył w Anglii. W roku 1950 wstąpił do klasztoru Benedyktynów w Clervaux w Luksemburgu. Studiował filozofię i teologię. W 1957 założył Fraternię Matki Bożej Ubogich. 12 lat spędził w Rwandzie. Dopiero w 1981 w wieku 49 lat przyjął święcenia kapłańskie. W roku 1984 Ange został założycielem międzynarodowej szkoły modlitwy Młodzi-Światło (fr. Jeunesse-Lumière). Do tej pory odbył ponad 220 podróży ewangelizacyjnych do 42 krajów na 4 kontynentach. Zaangażowany także w dialog katolicko-prawosławny.
Daniel Ange jest autorem 68 książek o tematyce chrześcijańskiej. Porusza w nich głównie problemy ludzi młodych: seksualność, czystość, kryzys tożsamości, akceptacja własnej płciowości. 22 tytuły ukazały się w języku polskim.
W Polsce od 2004 roku istnieje filia szkoły modlitwy Jeunesse-Lumière pod nazwą Katolicka Szkoła Kontemplacji i Ewangelizacji Młodych "Dzieci Światłości" z siedzibą w Łodzi i posiada 2 domy formacji.
24 kwietnia 2009 roku Ange otrzymał tytuł doktora honoris causa na Katolickim Uniwersytecie Lubelskim.

## Wybrana bibliografia
- Eucharystia. Miłość wcielona,
- Franck czyli Jak nadzieja zwyciężyła AIDS,
- Kościele, radości moja,
- Miłość braterska,
- Misja, by Miłość była kochana,
- Modlitwa. Oddech życia,
- Niech słowo płonie w twym sercu,
- Przebaczenie,
- Śmiać się i płakać z Janem Pawłem II,
- Święci na trzecie tysiąclecie,
- Twoje ciało stworzone do miłości,
- Twoje ciało stworzone do życia,
- Zraniony Pasterz.